# ضفادع متشعبة اللسان
ضفادع متشعبة اللسان أو ثنائيات اللسان (الاسم العلمي: Dicroglossidae)، فصيلة ضفادع تعيش في المناطق الاستوائية وشبه الاستوائية في آسيا وإفريقيا، وتوجد معظم الأجناس والأنواع في آسيا.